# Hódmezővásárhely
Hódmezővásárhely er en by i det sydøstlige Ungarn med 41.781(2024) indbyggere. Byen ligger i provinsen Csongrád, ved bredden af floden Tisza.